# Поль (Німеччина)
Поль (нім. Pohl) — громада в Німеччині, розташована в землі Рейнланд-Пфальц. Входить до складу району Рейн-Лан. Складова частина об'єднання громад Нассау.
Площа — 4,24 км2. Населення становить 327 ос. (станом на 31 грудня 2020).